# Chiesa di Sant'Andrea Apostolo (Crespiatica)
La chiesa di Sant'Andrea Apostolo è la parrocchiale di Crespiatica, in provincia e diocesi di Lodi; fa parte del vicariato di Paullo-Spino d'Adda.

## Storia
La prima citazione di un oratorio a Crespiatica risale al 1061 ed è contenuta in una bolla di papa Alessandro II, da cui s'apprende che esso dipendeva da un monastero di Pavia; nel Trecento essa risultava filiale della pieve di Postino.
Nel 1576 monsignor Angelo Peruzzi, compiendo la sua visita apostolica, trovò che la parrocchiale di Sant'Andrea era compresa nel vicariato di Postino e che aveva alle sue dipendenze l'oratorio di Sant'Ambrogio a Tormo.
La chiesa fu ricostruita in stile barocco tra i secoli XVII e XVIII; nel 1819, come stabilito dal decreto di papa Pio VII datato 16 marzo, la parrocchia passò dalla diocesi di Pavia a quella di Lodi.
Nello Stato del clero del 1859 si legge che la chiesa aveva come filiale l'oratorio della Beata Vergine Addolorata e che era inserita nel vicariato di Roncadello. 
All'inizio del XX secolo essa divenne sede di un vicariato in cui confluirono anche le parrocchie di Dovera, Roncadello, Postino, Abbadia Cerreto e San Giorgio in Prato; nel 1989 tuttavia questa circoscrizione risulta soppressa.

## Descrizione

### Esterno
La facciata a salienti, rivolta a sudovest, è suddivisa da una cornice marcapiano in due registri, entrambi scanditi da lesene; quello inferiore presenta il portale d'ingresso con coronamento curvilineo, mentre quello superiore è caratterizzato da una grande finestra e concluso dal timpano semicircolare. 
Annesso alla parrocchiale è il campanile a base quadrata, suddiviso in più ordini da cornici; la cella presenta su ogni lato una monofora ed è coperta dal tetto a quattro falde.

### Interno
L'interno dell'edificio si compone di un'unica navata, alla quale s'affacciano due cappelle laterali e le cui pareti sono scandite da lesene sorreggenti il cornicione sopra cui s'imposta la volta a botte; al termine dell'aula si sviluppa il presbiterio, rialzato di due gradini e chiuso dall'abside quadrata.